# Állati jó kekszek
Az Állati jó kekszek (eredeti cím: Animal Crackers) 2017-ben bemutatott egész estés amerikai-spanyol 3D-s számítógépes animációs vígjáték-fantasyfilm, amelyet Scott Christian Sava és Tony Bancroft rendezett. A főszerepben John Krasinski, Emily Blunt, Danny DeVito, Ian McKellen, Sylvester Stallone, Raven-Symoné és Patrick Warburton látható. A film zenéjét Bear McCreary szerezte.
Világpremierje az Annecy-i Nemzetközi Animációs Filmfesztiválon volt 2017. június 12-én. Kínában 2018. július 21-én jelent meg. A filmet kezdetben több kiadási dátummal bocsátották forgalomba az Amerikai Egyesült Államokban különböző forgalmazókon keresztül, akik pénzügyi nehézségekkel szembesültek. Magyarországon 2020. július 30-án mutatta be a Big Bang Media.
Hivatalosan 2020. július 24-én mutatta be a Netflix, általánosságban vegyes kritikákat kapott az értékelőktől.

## Cselekmény
Egy család egy mágikus állatkekszes doboz segítségével próbál megmenteni egy veszteséges cirkuszt attól, hogy azt megkaparintsa gonosz nagybátyjuk, Horáciusz P. Huntington.

## Szereplők
| Szereplő              | Eredeti hang        | Magyar hang            | Leírás |
| --------------------- | ------------------- | ---------------------- | --- |
| Owen Huntington       | John Krasinski      | Horváth-Töreki Gergely | MacKenzie apja, Zoe férje, Talia, Horatio és Buffalo Bob unokaöccse, a cirkusz tulajdonosa.                         |
| Zoe Huntington        | Emily Blunt         | Németh Borbála         | MacKenzie anyja, Owen felesége, Talia, Horatio és Buffalo Bob unokahúga.                                            |
| Mackenzie Huntington  | Lydia Rose Taylor   | Bak Julianna           | Owen és Zoe lánya, Mr. Woodley unokája, valamint Talia, Buffalo Bob és Horatio unokahúga.                           |
| Horatio P. Huntington | Ian McKellen        | Benkő Péter            | Buffalo Bob testvére, Owen nagybátyja, Zoe sógora és Mackenzie nagybátyja.                                          |
| Chesterfield          | Danny DeVito        | Harsányi Gábor         | A cirkusz legjobb bohóca.                                                                                           |
| Golyóman              | Sylvester Stallone  | Rosta Sándor           | Emberi ágyúgolyó, aki a film végéig mondogatja a nevét.                                                             |
| Binkley               | Raven-Symoné        | Mentes Júlia           | Owen és Zoe intelligens munkatársa a kutyakeksz gyárban.                                                            |
| Brock                 | Patrick Warburton   | Király Attila          | Woodley nagy erős alkalmazottja, aki szereti piszkálni Owent és Binkley-t.                                          |
| Mr. Woodley           | Wallace Shawn       | Berzsenyi Zoltán       | Zoe apja, Mackenzie nagypapája és Owen apósa.                                                                       |
| Mario Zucchini        | Gilbert Gottfried   | Vida Péter             | Motorkerékpáros. |
| Buffalo Bob           | James Arnold Taylor | Rajkai Zoltán          | Talia férje, Horatio bátyja és Owen nagybátyja / a cirkusz egykori tulajdonosa, Zoe sógora és Mackenzie nagybátyja. |
| Esmeralda, a jósnő    | Harvey Fierstein    | Réti Szilvia           | Talia nagynénje. |

## Filmzene
| Zeneszámok listája | Zeneszámok listája                | Zeneszámok listája | Zeneszámok listája | Zeneszámok listája | Zeneszámok listája | Zeneszámok listája | Zeneszámok listája | Zeneszámok listája | Zeneszámok listája |
| #                  | Cím                               | Hossz              |                    |                    |                    |                    |                    |                    |                    |
| ------------------ | --------------------------------- | ------------------ | ------------------ | ------------------ | ------------------ | ------------------ | ------------------ | ------------------ | ------------------ |
| 1.                 | Welcome (John Adair version)      | 2:08               |                    |                    |                    |                    |                    |                    |                    |
| 2.                 | While We're Young                 | 3:40               |                    |                    |                    |                    |                    |                    |                    |
| 3.                 | Like That                         | 3:08               |                    |                    |                    |                    |                    |                    |                    |
| 4.                 | The Tractor                       | 2:39               |                    |                    |                    |                    |                    |                    |                    |
| 5.                 | Master of the Ring                | 2:50               |                    |                    |                    |                    |                    |                    |                    |
| 6.                 | Could've Been Mine                | 2:09               |                    |                    |                    |                    |                    |                    |                    |
| 7.                 | We're in This Together            | 4:52               |                    |                    |                    |                    |                    |                    |                    |
| 8.                 | Don't Stop Me Now (2011 remaster) | 3:12               |                    |                    |                    |                    |                    |                    |                    |
| 9.                 | One of Those Days                 | 2:42               |                    |                    |                    |                    |                    |                    |                    |
| 10.                | Today (Is Yesterday's Tomorrow)   | 3:22               |                    |                    |                    |                    |                    |                    |                    |
| 11.                | Lost and Found                    | 4:43               |                    |                    |                    |                    |                    |                    |                    |
| 12.                | Animal Crackers Overture          | 5:22               |                    |                    |                    |                    |                    |                    |                    |
| 13.                | Papa Bear                         | 2:57               |                    |                    |                    |                    |                    |                    |                    |
| 14.                | Showtime                          | 2:23               |                    |                    |                    |                    |                    |                    |                    |
| 46:25              |                                   |                    |                    |                    |                    |                    |                    |                    |                    |